# You've Got a Habit of Leaving
«You've Got a Habit of Leaving» es una canción escrita por el músico británico David Bowie, grabada y publicada como sencillo el 20 de agosto de 1965 a través de Parlophone. Publicada bajo el nombre de Davy Jones, presenta a su banda de ese momento, the Lower Third, cuyas contribuciones no fueron acreditadas. Producida por Shel Talmy y grabada a principios de julio de 1965, el sencillo marcó un alejamiento del R&B americanizado de sus dos sencillos anteriores hacia la música mod, similar a the Who. La grabación original apareció más tarde en los álbumes recopilatorios, Early On (1964–1966) (1991) y Nothing has changed. (2014).
Más de treinta años después de su lanzamiento inicial, Bowie regrabó la canción durante las sesiones de Toy a mediados de 2000, junto con otras canciones que el escribió y grabó a mediados de los años 1960. Después de que el proyecto fuera archivado, la canción fue publicada como el lado B de los sencillos «Slow Burn» y «Everyone Says 'Hi'» en 2002 y también como parte de la	caja recopilatoria de 2021, Brilliant Adventure (1992–2001).

## Grabación y estilo
David Bowie, actuando bajo el nombre de Davy Jones, hizo su debut en vivo con su banda the Lower Third en junio de 1965. Ellos adquirieron un poco de reconocimiento y, en julio del mismo año, Bowie convenció a su mánager, Leslie Conn, de firmar un contrato de grabación con Shel Talmy, quien produciría un nuevo sencillo con el objetivo de elevar el perfil del grupo. Talmy, el cual había producido sencillos para the Who en ese momento, estaba impresionado con la composición de Bowie y aceptó producir el sencillo para Parlophone.
Las sesiones para «You've Got a Habit of Leaving», junto con el lado B «Baby Loves That Way», se realizó a principios de julio de 1965 en los estudios IBC en Londres. La grabación presentaba al pianista Nicky Hopkins y fue dirigida por Glyn Johns. De acuerdo a Kevin Cann, hubo frecuentes desacuerdos entre Bowie y Talmy durante las sesiones Bowie también intentó que los coros se interpretaran al estilo de un “canto de monjes”, aunque la idea fue descartada después del primer intento.
Bajo la influencia de Talmy, la banda creó un sonido similar a the Who particularmente en las canciones «Anyway, Anyhow, Anywhere» y «I Can't Explain», las cuáles fueron interpretadas por Bowie en 1973 para su álbum de versiones Pin Ups. De acuerdo al biógrafo Chris O'Leary, Bowie imitó al vocalista principal de the Who, Roger Daltrey en su interpretación vocal de «You've Got a Habit of Leaving». Paul Trynka mencionó que Bowie abandonó el estilo vocal distintivo que mostró en «I Pity the Fool».  Estructuralmente, la canción también toma influencia de las canciones «My Generation» de the Who y «Tired of Waiting for You» de the Kinks.

## Lanzamiento
En julio de 1965, poco antes del lanzamiento del sencillo, la banda intentó generar publicidad para sí mismos mediante la publicación de una carta en Melody Maker. Escrita por el bajista Graham Rivens y publicada como Jennifer Taylor, la hermana del guitarrista Denis Taylor, la carta decía: “The Who solo están bordeando este nuevo sonido. Si quieren algo real, escuchen a Davy Jones y the Lower Third de Londres”. Bowie también se separó de Conn durante este tiempo, contratando a Ralph Horton, un promotor de the Moody Blues, como su nuevo manager. Luego de eso, Bowie y the Lower Third realizaron varias presentaciones en vivo en Londres antes del lanzamiento del sencillo.
«You've Got a Habit of Leaving» fue publicada a través de Parlophone el 20 de agosto de 1965, con el número de catálogo R 5315 y junto con «Baby Loves That Way» como lado B. El sencillo fue acreditado solamente a Davy Jones; the Lower Third fueron acreditados por su siguiente y último sencillo, «Can't Help Thinking About Me». El sencillo, el cual incluía un comunicado de prensa de Parlophone sobre la banda, fracasó en posicionarse en las listas. El mismo día que se publicó el sencillo, the Lower Third interpretó en el Bournemouth Pavilion fueron descritos como the Who. Antes de su presentación, el guitarrista de the Who, Pete Townshend hizo una aparición, donde el señaló las similitudes entre el estilo de las dos bandas. Bowie continuó interpretando la canción en vivo en el transcurso de 1965 y 1966. Más tarde, «You've Got a Habit of Leaving» fue incluida en los álbumes recopilatorios Early On (1964–1966) (1991) y Nothing has changed. (2014). En una lista de clasificación de todos los sencillos de David Bowie de peor a mejor, Ultimate Classic Rock posicionó a «You've Got a Habit of Leaving» en el puesto #114.

## Lista de canciones
Todas las canciones escritas y compuestas por David Bowie.
1. «You've Got a Habit of Leaving» –  2:32
2. «Baby Loves That Way» – 3:03

## Versión deToy
Bowie regrabó «You've Got a Habit of Leaving» durante las sesiones para el proyecto Toy entre julio y octubre de 2000, junto con otras canciones que Bowie escribió y grabó a mediados de los años 1960, incluyendo «Baby Loves That Way» y «Can't Help Thinking About Me». La formación consistía de los miembros de la banda de apoyo en las giras de Bowie: el guitarrista Earl Slick, la bajista Gail Ann Dorsey, el pianista Mike Garson, el músico Mark Plati y el baterista Sterling Campbell. Coproducida por Bowie y Plati, la banda ensayó las canciones en los estudios Sear Sound  en Nueva York antes de grabarlas como canciones en vivo. Plati declaró que el se negó a escuchar la grabación original de las canciones, para así evitar que las originales incluyeran en su forma de tocar en las nuevas versiones. Los overdubs fueron grabados en los estudios Looking Glass en Nueva York.
Inicialmente, Toy tenía un lanzamiento previsto en marzo de 2001, antes de ser archivada por Virgin EMI debido a problemas financieros. Así que Bowie se separó de la discográfica y grabó su siguiente álbum en 2002, Heathen. La regrabación de «You've Got a Habit of Leaving» apareció en los formatos de sencillo de «Slow Burn», y más tarde como lado B de «Everyone Says 'Hi'». En marzo de 2011, algunas canciones de las sesiones de Toy fueron filtradas en el Internet, lo que atrajo atención mediática. La versión filtrada era diferente a la de los sencillos, ya que incluía una cuenta regresiva de Bowie antes del solo de guitarra de Slick.
Diez años después, el 29 de septiembre de 2021,	Warner Music Group anunció que Toy tendría un lanzamiento oficial el 26 de noviembre de 2021 como parte de la caja recopilatoria Brilliant Adventure (1992–2001) a través de ISO y Parlophone. «You've Got a Habit of Leaving» fue publicado como un sencillo digital el mismo día. Una edición de lujo, titulada Toy:Box, fue publicada el 7 de enero de 2022, la cual contenía 2 nuevas remezclas de la canción: una “alternate mix” y una “Unplugged and Somewhat Slightly Electric”, la cual presentaba nuevas partes de guitarra por Plati y Slick.

## Créditos
Créditos adaptados desde the Bowie Bible.

#### Versión original
- Davy Jones – voz principal y coros, armónica
- Denis Taylor –guitarra líder, coros
- Nicky Hopkins – piano
- Graham Rivens – bajo eléctrico
- Phil Lancaster – batería
- Shel Talmy – productor

#### Versión deToy
- David Bowie – voz principal, productor
- Earl Slick – guitarra acústica
- Mark Plati – guitarra rítmica y acústica
- Gail Ann Dorsey – bajo eléctrico, coros
- Mike Garson – piano
- Sterling Campbell – batería
- Lisa Germano – violín
- Holly Palmer y Emm Gryner – coros